# Arhynchobatidae
Famille
Les Arhynchobatidae sont une famille de raies de l'ordre des Rajiformes.

## Taxonomie
Le nom valide complet (avec auteur) de ce taxon est Arhynchobatidae Fowler, 1934.

## Liste des genres
Selon la base World Register of Marine Species (31 juillet 2023) :
- Arhynchobatis Waite, 1909
- Atlantoraja Menni, 1972
- Bathyraja Ishiyama, 1958
- Brochiraja Last & McEachran, 2006

- Insentiraja Yearsley & Last, 1992

- Irolita Whitley, 1931
- Notoraja Ishiyama, 1958
- Pavoraja Whitley, 1939
- Psammobatis Günther, 1870
- Pseudoraja Bigelow et Schroeder, 1954
- Rhinoraja Ishiyama, 1952
- Rioraja Whitley, 1939
- Sympterygia Müller et Henle, 1837

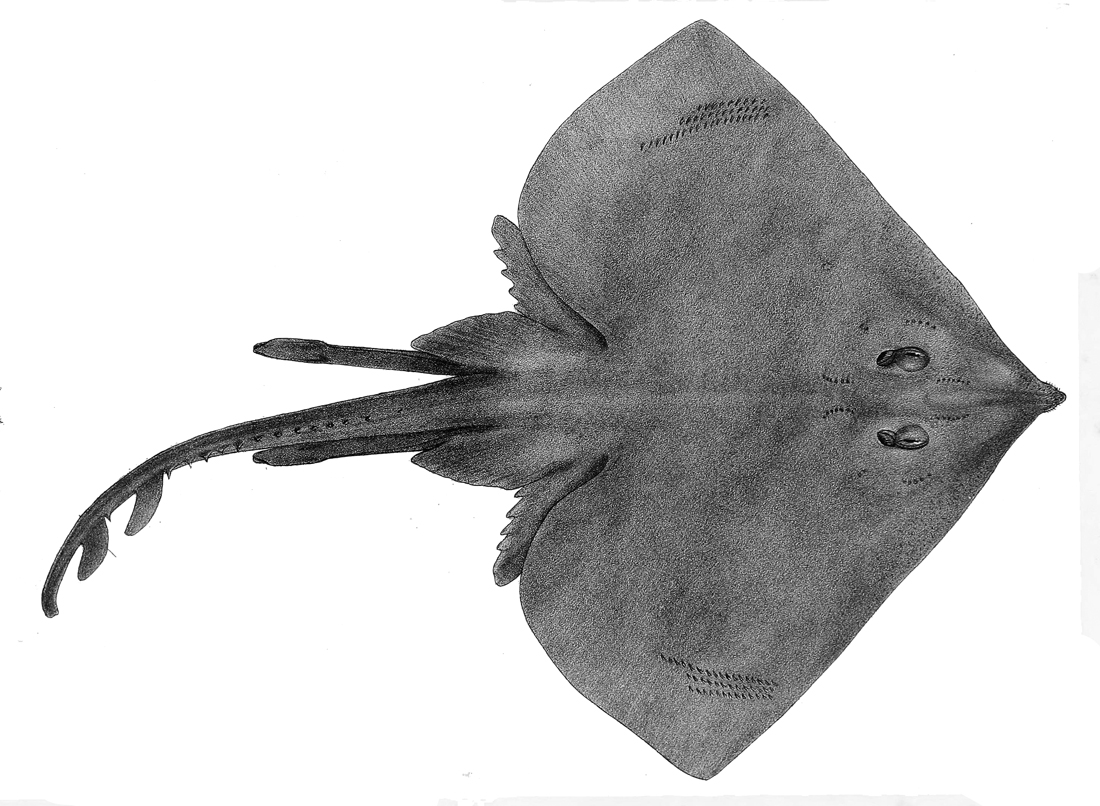
Atlantoraja platana
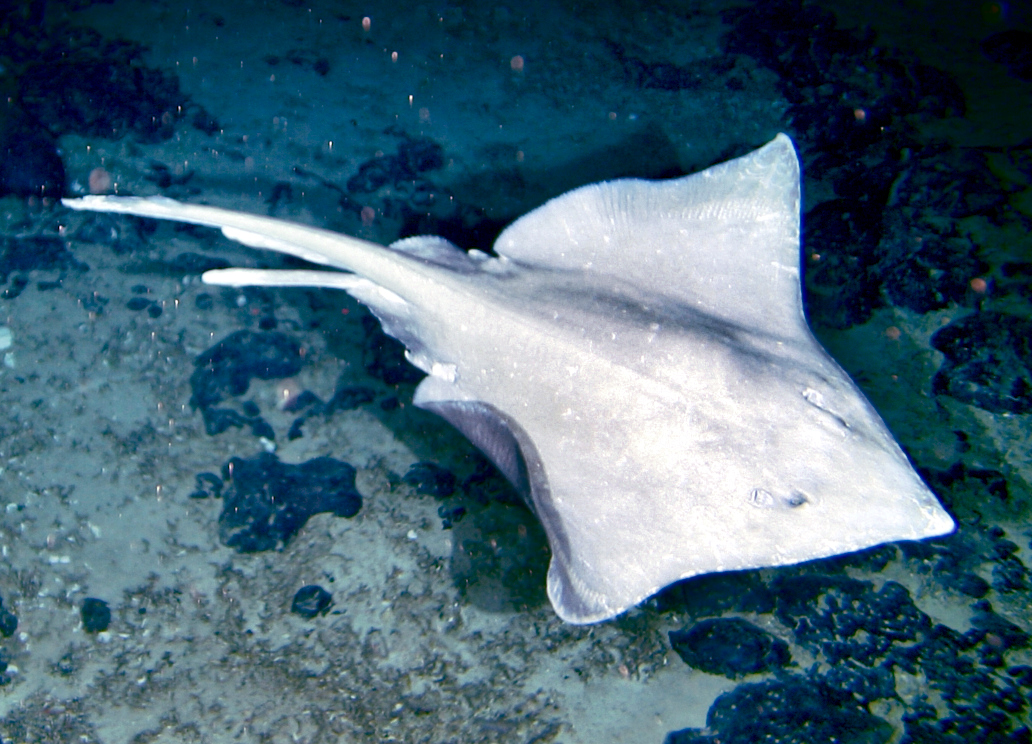
Bathyraja richardsoni
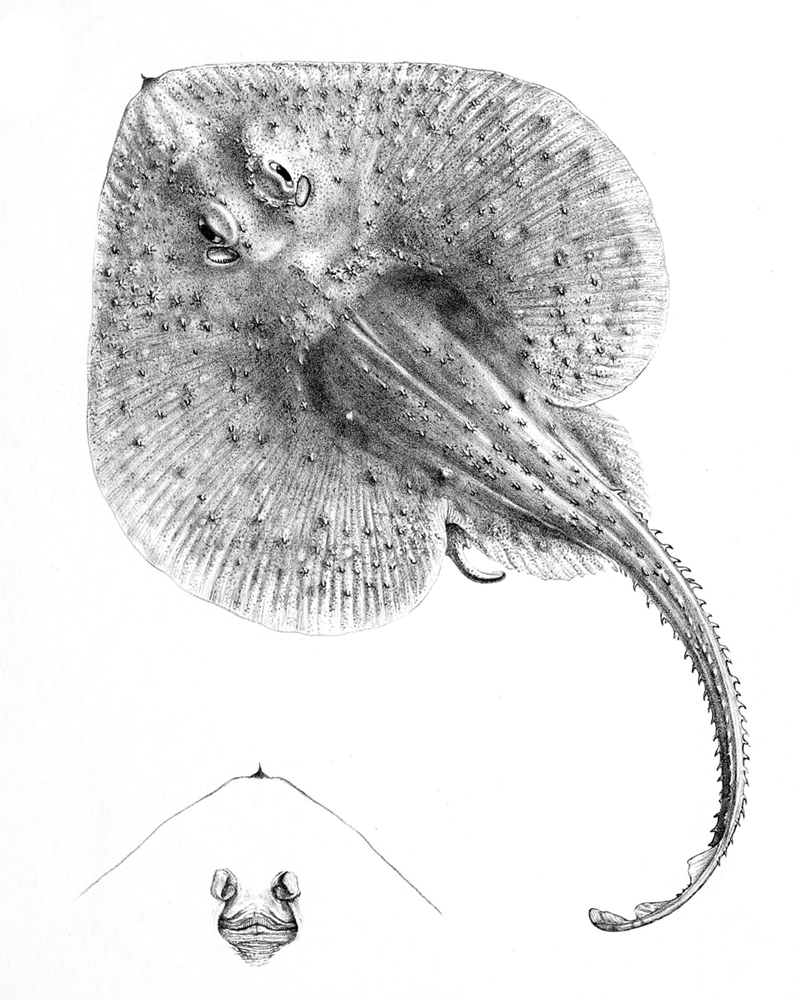
Psammobatis rutrum
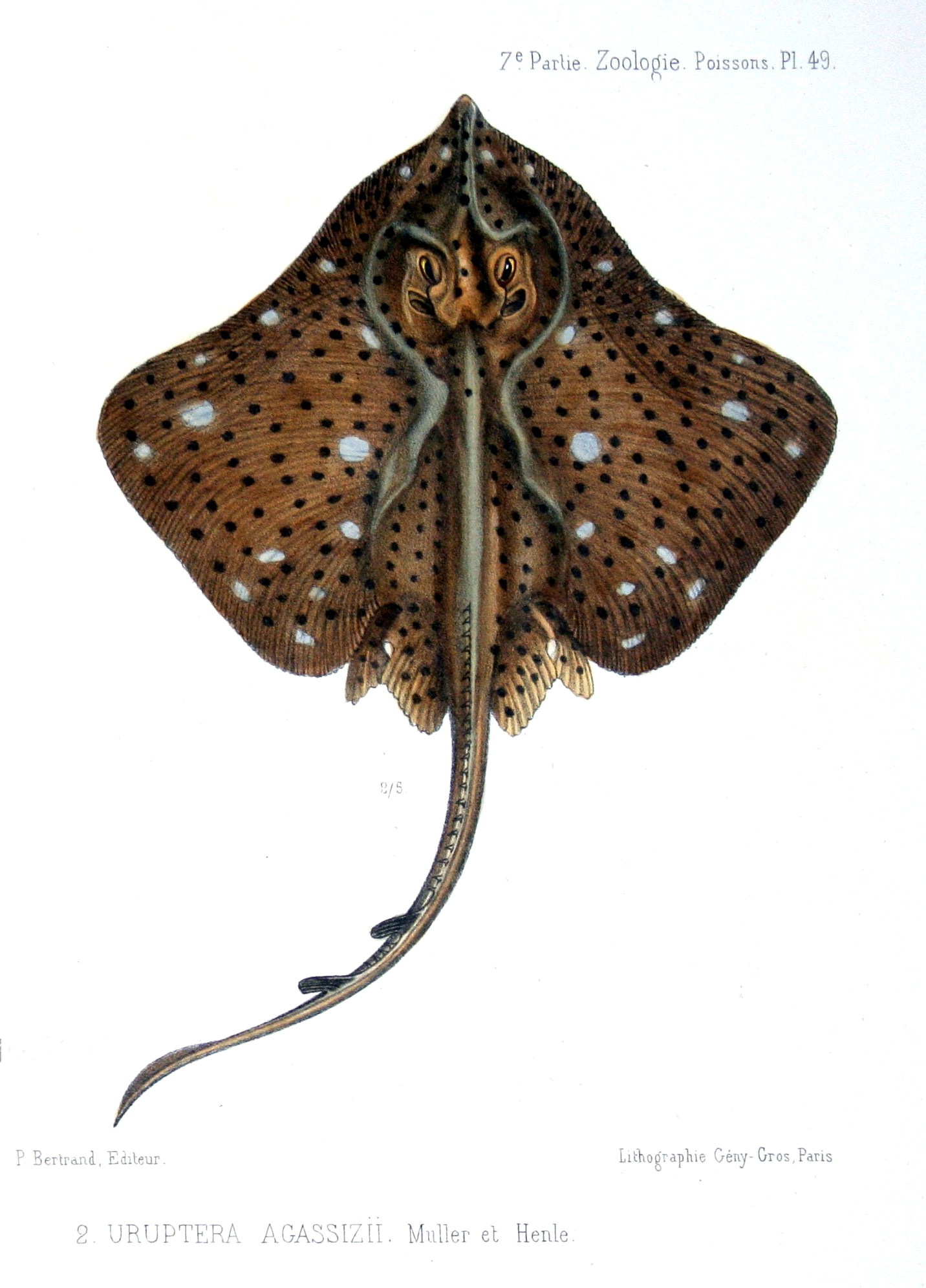
Rioraja agassizii
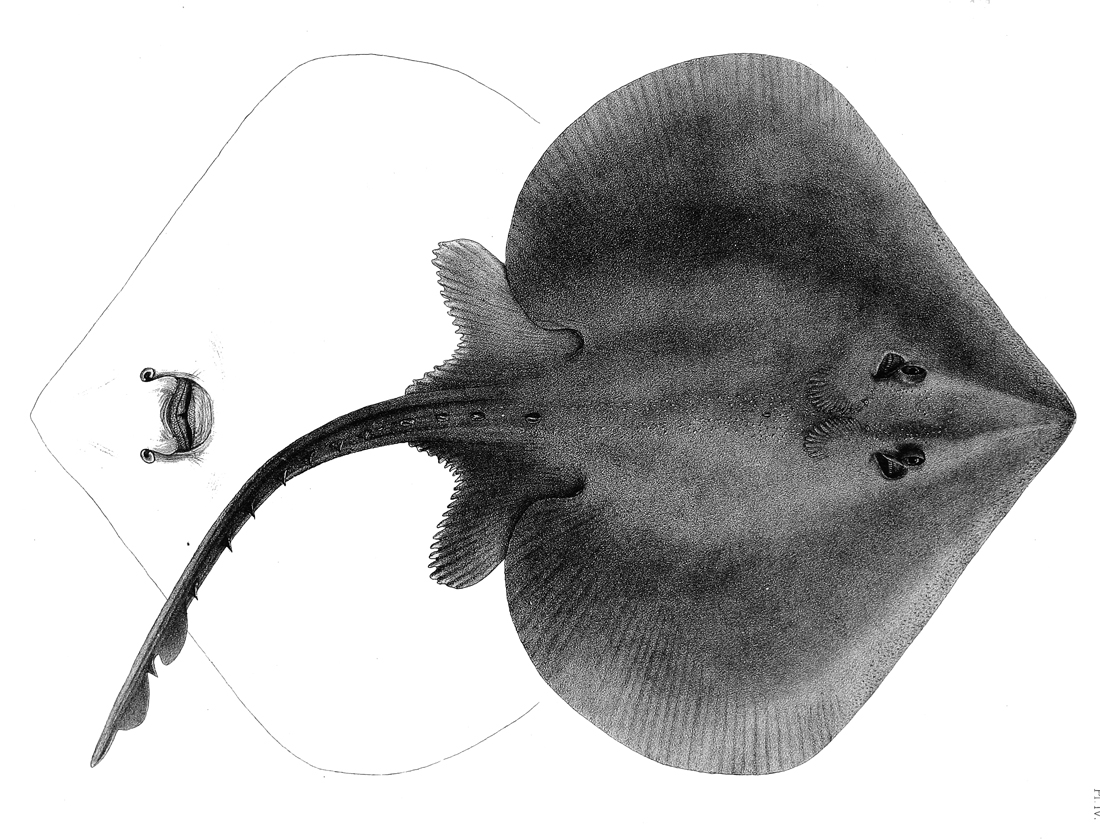
Sympterygia bonapartii